# Rostrenen
Rostrenen (bretonsko Rostrenenn) je rečno pristanišče, naselje in občina v francoskem departmaju Côtes-d'Armor regije Bretanje. Leta 2011 je naselje imelo 3.272 prebivalcev.

## Geografija
Kraj leži v pokrajini Bretaniji 44 km južno od Guingampa.

## Uprava
Rostrenen je sedež istoimenskega kantona, v katerega so poleg njegove vključene še občine Glomel, Kergrist-Moëlou, Plouguernével, Plounévez-Quintin in Trémargat z 8.327 prebivalci.
Kanton Rostrenen je sestavni del okrožja Guingamp.

## Zanimivosti
- cerkev Notre-Dame-du-Roncier iz 13. stoletja,
- kapela sv. Jakoba.